# Skleros (medicin)
Skleros är ett sjukligt tillstånd när kroppsvävnad blivit förhårdnad, företrädesvis genom tillväxt av bindväv (fibros, ärr eller plack) i annan slags vävnad, exempelvis muskelvävnad, nerver, eller artärer. Ett flertal, i övrigt sinsemellan olikartade, sjukdomar har skleros som en del av sjukdomsbilden, såsom åderförkalkning, multipel skleros (MS), amyotrofisk lateralskleros (ALS), lichen sclerosus et atroficus, osteoskleros, sklerodermi, och tuberös skleros.
Ordet kommer från grekiskans σκληρός (sklēros) och σκλήρωσις (sklērosis), som betyder 'hård' respektive 'förhårdnad'. Skleros kan uppkomma till följd av inflammation, eller annan irritation, som leder till ökat antal celler (hyperplasi) vilket orsakar förhårdnaden. Skleros är orsaken till flera sjukdomar. Det förekommer också vid cancer, exempelvis lymfom och adenocarcinom, då prognosen påverkas av hur sklerotiska tumörerna är, det vill säga att tumörerna har insprängd fibrotisk vävnad, eller omges av skleros. Tumörsklerosen kan utgöras av exempelvis  hyaliniserat kollagen. Vidare förekommer skleros i hjärtats retledningssystem vid långvarigt förmaksflimmer.
Vid flera sklerotiska sjukdomar påträffas under vissa sjukdomsfaser förhöjda värden tumörnekrotisk faktor alfa (TNF-α).